# Morgan Fairchild
Morgan Fairchild, född som Patsy Ann McClenny den 3 februari 1950 i Dallas, Texas, är en amerikansk skådespelare. Fairchild har medverkat i Mork & Mindy. Hon debuterade i TV-serien Dallas 1978 och medverkade även i Maktkamp på Falcon Crest 1985–1986 och i Modedockorna (1984). Hon har även medverkat i filmer såsom Farlig resa (1993), Venus Rising (1995) och Holy Man (1998). I serien Vänner spelar hon Chandler Bings mor, Nora Bing.